# 松田隆作
松田 隆作（まつだ りゅうさく、英: Ryusaku Matsuda）は、兵庫県生まれの現代いけばな作家、フラワーアーティスト。マミ川崎に師事、マミフラワーデザインスクールの講師資格を取得の後、日本およびヨーロッパのフローリスト（生花店）において「フラワーデザインの東西」を研修。現在studio MATSUDA93を主宰、千葉大学園芸学部講師、JFTD学園日本フラワーカレッジ講師。

## 年譜
- 1948年：兵庫県高砂市生まれ。
- 1970年：マミフラワーデザインスクールの講師資格を取得。
- 1980年：「現代いけばな美術館1980」展にフラワーデザイン界より唯一人出品。
- 1983年：コンテンポラリーアート界のギャラリーにて個展。以降、個展を多数開催。
- 1997年：フラワーパフォーマンス「East meets West」に出演。
- 1988年：日本ディスプレイデザイン賞で優秀賞を受賞。
- 1990年：「EXPO90　花の万博」（大阪）にて日本政府苑の植物展示アートディレクターを務める。
- 1993年：studio MATSUDA93を設立。「昭和記念公園フラワーパフォーマンス展」に出展。この年より2002年までアートフォーラム谷中企画展を毎年開催。
- 1995年：オランダ・モバック社100周年記念招待。カナダの「Today's Japan」に招待される。
- 1996年：千葉県花の美術館に作品を常設展示。舞踏家・山崎広太のコンテンポラリーダンス公演「シノワーズ・フラワー」の舞台美術を担当。
- 2003年：「ブッディズムプロジェクト」（ニューヨーク・Glyodorギャラリー）にて招待個展実施。
- 2005年：「善光寺大花展」に出展。
- 2006年：越後妻有アートトリエンナーレ「小白倉いけばな美術館」に出展。

## 主な展覧会
- 2001年：「はかない美」ギャラリー・マキ（東京）
- 2001年：「松田隆作展 -From Roses -孵化・腐化-」アートフォーラム谷中（東京）
- 2003年：「日本の色 -青- 」タチカワブラインド・ショールーム（東京）
- 2005年：「善光寺大花展」善光寺本坊大勧進（長野）
- 2006年：「松田隆作 -木霊-」東京国際フォーラム・フォーラムアートショップ（東京）
- 2006年：「小白倉いけばな美術館」越後妻有アートトリエンナーレ（新潟）
- 2006年：「空気の形象［カタチ］」笹生の里 茶室と庭（宮城）

## 出版物
- 共著『コンテンポラリーいけばな』婦人画報社
- 共著『花のインテリア』学習研究社（1989年）ISBN 4051512312
- 共著『花あわせ・色あわせ』vol. 1、六耀社（1993年）ASIN 4897371805
- 共著『花あわせ・色あわせ』vol. 2、六耀社（1993年）ASIN 4897371813
- 共著『現代のフラワーアーティスト』9、京都書院（1995年）
- 共著『世界のフラワーアーティスト』2、草土出版（1999年）ISBN 4795295638
- 『松田隆作季節の花をいける』講談社（2004年）
- 『フローリスト』誠文堂新光社（2004年12月）ASIN B0006SITFY「特集『歴史的建築物に花をいける』」
- 『フローリスト』誠文堂新光社（2006年12月）ASIN B000KRN6VS「特集『日本の美を追求する・和のアーティスト』」
- 『松田隆作作品集　いけばな組曲』求龍堂（2013年）